# 黄世清
黄世清（1602年10月12日—1643年），本名黄祖年，字澄海，號升玄，山東滕县人，明朝政治人物。

## 生平
黄祖年登天啓七年（1627年）丁卯科舉人，崇祯七年（1634年）甲戌科进士，中二榜二甲，被赐名黄世清，除授户部山西司主事，在浒墅关主管官卖事宜，有清白的节操。历任河南司员外郎、郎中，十一年屡迁为山西汾州道右参议，十三年升陕西按察司副使，分守商、雒，驻商州。商州屡遭兵祸，四野萧然，百姓都入城以求自保。客兵所过淫掠，百姓受他们的苦胜于贼人的。黄世清下令兵不得夜间入城。不久，关中兵路过此地，有二卒敲门，黄世清榜责以徇。督抚发兵，告诫手下不要冒犯黄参议的命令。
李自成起兵，劫掠荆、襄，远近震动。黄世清一子还年幼，黄世清嘱托友人抚养，誓以身殉国。十六年（1643年）十月，李自成败孙传庭军，长驱入关，遣右营十万人从南阳犯商州。黄世清凭城而守，有奸民投靠李自成，到城下说降，黄世清假装和他说话，发炮击毙他，悬其首于城上，说：“怀二心者视此！”士民都效死，炮、箭用完了，就用石头，石头用完了，妇人掘大街和台阶继续用。城陷时，黄世清坐在堂上，叫其仆人朱化凤离开，朱化凤愿意同死。李自成军牵黄世清下堂，朱化凤叱道：“奴才不得无礼！”李自成军打朱化凤脸颊，朱化凤愈发厉声。黄世清被擒到李自成手下将帅袁宗第大营，直立，袁宗第欲屈之，朱化凤说：“吾主堂堂宪司，肯拜贼耶！”袁宗第的士兵先杀了朱化凤，把防御札授给黄世清。黄世清骂而不受，与一家十三人皆遇害。赠光禄卿。

## 家庭
曾祖黄金，大使、赠文林郎推官；祖父黄希孟，寿官封文林郎知县；父黄中色，萬曆十一年进士、吏部员外郎。侄子黄家瑞，同科進士。

## 延伸阅读
[在维基数据编辑]
 《明史卷二百九十四》，出自《明史》